# Blå staudeklematis
Blå staudeklematis (Clematis integrifolia) er en staude med en opret eller svagt overhængende vækst. Modsat de fleste arter indenfor denne slægt er denne plante ikke klatrende. Blomsterne er store og kraftigt blå. Planten dyrkes i haver og parker for både blomsternes og frøstandenes skyld.

## Beskrivelse
Blå staudeklematis er en staude med en opret til svagt overhængende vækst. Stænglerne er runde i tværsnit, fint hårede og grønne for neden men brunlige til næsten violette for oven. Bladene er modsat stillede, hele og helrandede med forsænkede bladribber. Oversiden er mørkegrøn og svagt behåret, mens undersiden er noget lysere med fremhævede bladribber og ligeledes svagt behåret. Blomstringen foregår i juni-august, hvor man finder blomsterne endestillet enten enkeltvis eller i små stande. De enkelte blomster er klokkeformet hængende med fire mørkeblå blosterblade og talrige, gule støvdragere. Frugterne er nødder med lange, sølvgrå frøhaler.
Rodsystemet er trævlet med forveddede hovedrødder og højtliggende siderødder. Blomsterne har en behagelig duft.
Planten når en højde på 1 m og en bredde på ca. 0,25 m.

## Voksested
Arten har sin naturlige udbredelse i Sibirien, Kina, Centralasien, Kaukasus og i det sydøstlige Europa. Den vokser i fugtig og humusrig jord på lysåbne steder, dvs. langs skovkanter og i lysninger, på enge og overdrev. I det nordøstlige Bulgarien, hvor klimaet er kontinentalt med varm, tørre somre og hårde vintre, findes steppeområder af samme type, som kan ses i f.eks. Ungarn og Ukraine. Her vokser arten sammen med bl.a. agernigella, almindelig blærebælg, almindelig judastræ, almindelig nældetræ, almindelig parykbusk, almindelig syren, asfaltkløver, asiatisk singrøn, balkanpæon, bjergkortkrone, bjergstenfrø, broget salvie, buskhestesko, dværgmandel, farvegåseurt, foderesparsette, fransk rose, glatbladet tidselkugle, gul læbeløs, hvid diktam, hårtotfjergræs, kronelimurt, lav iris, Melica transsilvanica (en art af flitteraks), melittis, opret galtetand, pigget lakrids, Potentilla cinerea (en art af potentil), purpurkongelys, russisk løn, Scabiosa argentea (en art af skabiose), sibirisk klokke, skærmokseøje, slank sternbergia, spinkel kambunke, strandasters, sølvsalvie, sølvbladet pære, Teucrium polium (en art af kortlæbe), uldhåret fingerbøl, våradonis og weichsel

## Galleri
|  |  |  |
|  |  |  |

## Note
1. ↑  Where to watch plants in Bulgaria: Norteastern Bulgaria Arkiveret 14. august 2014 hos  Wayback Machine – grundig beskrivelse af vegetationerne i denne landsdel (engelsk)